# 로드리고 차가스
로드리고 차가스(스페인어: Rodrigo Sebastián Chagas Díaz, 2003년 8월 20일~)는 우루과이의 축구 선수로, 나시오날과 우루과이 연령별 대표팀에서 미드필더로 활동하고 있다.

## 국가대표팀 경력
2023년 FIFA U-20 월드컵에서 우승하고 2023년 CONMEBOL U-20 축구 선수권 대회에서 준우승을 차지한 우루과이 U-20 대표팀 의 일원이다.
2024년 1월, 2024년 CONMEBOL 프리올림픽 토너먼트의 우루과이 선수 명단에 이름을 올렸다. 2024년 5월, 우루과이 A' 국가대표팀의 역대 첫 선수단에 이름을 올렸으며, 2024년 5월 31일에 코스타리카와의 경기에서 A'팀 데뷔전을 치렀다.